# Carlos Casacuberta
Carlos Casacuberta (Montevideo, Uruguay, 22 de febrero de 1964) es un músico, compositor, productor y economista uruguayo.

## Biografía
Vivió varios años de su adolescencia en México, y vive desde 1984 en Uruguay. Es docente del Departamento de Economía de la Facultad de Ciencias Sociales en la UdelaR, en Montevideo. A comienzos de los 90 viajó a Londres a realizar estudios de posgrado en economía en la London School of Economics. Entre 1994 y 1998, a su regreso a Montevideo se integra a la banda "Peyote asesino", grupo de rock uruguayo de ese período. Entre 1999 y 2003 produjo varios discos de  Jorge Drexler (junto a Juan Campodónico) y en 2006 "Soy sola" de Ana Prada. En 2005 editó en Montevideo su primer disco solista llamado ":carlos" en el sello AYUI discos. En 2013 editó en Montevideo el disco "Naturaleza" con el sello Bizarro Records. Este disco obtuvo en 2014 el Premio Graffiti de la Música Uruguaya en la categoría mejor disco indie folk rock.

## Discografía

#### Discos propios
- :carlos, AYUI, 2005
- Naturaleza, Bizarro, 2013

#### Con el Peyote Asesino
- El Peyote Asesino, Orfeo, 1995
- Terraja, Surco,1998

#### Como productor
- Frontera, de Jorge Drexler, Virgin, 1999 (junto a Juan Campodónico)
- Sea, de Jorge Drexler, Virgin, 2001 (junto a Juan Campodónico)
- Eco, de Jorge Drexler, Warner, 2003 (junto a Juan Campodónico)
- Soy sola, de Ana Prada, Girasola, 2006
- Todos estos cables rojos, de La Hermana Menor, Bizarro, 2007